# Prix international de littérature
Le Prix international de littérature est un prix littéraire international créé à l'initiative de Carlos Barral en 1960, en même temps que le Prix Formentor, comme une alternative au Prix Nobel. En 1961, il est décerné pour la première fois à Samuel Beckett et à Jorge Luis Borges sous le nom de "Prix international des éditeurs".

## Liste des lauréats du Prix international de littérature[1]
- 1961 - ex æquo : Samuel Beckett pour la trilogie Molloy, Malone meurt et L'Innommable et Jorge Luis Borges pour  Fictions
- 1962 - Uwe Johnson pour Conjectures sur Jacob
- 1963 - Carlo Emilio Gadda pour La Connaissance de la douleur
- 1964 - Nathalie Sarraute pour Les Fruits d'or
- 1965 - Saul Bellow pour  Herzog
- 1966 - annulé
- 1967 - Witold Gombrowicz pour  Cosmos